# Iglesia de San Miguel (Cuenca)
La Iglesia de San Miguel es un antiguo templo católico de la ciudad española de Cuenca. La iglesia se alza sobre una plataforma en la hoz del río Júcar, junto a la antigua muralla, y es una de las parroquias más antiguas de la ciudad. La iglesia fue cedida por el Obispado de Cuenca al consitorio municipal a mediados del siglo XX por mediación del concejal Gregorio de la Llana y Polo, siendo habilitada como sala de conciertos.

## Construcción y ampliaciones
Debió de ser construida en el siglo XIII, con una estructura muy simple: una nave de mampostería que se cubría con armadura de madera, un ábside semicircular y la torre a los pies. 
En el siglo XV se añadió a la iglesia otra nave en el lado norte, que también se cerró con un artesonado mudéjar. En el siglo XVI se efectuó en la cabecera de la iglesia una fuerte remodelación, en la que intervinieron Esteban Jamete y el Maestro de Cantería Pedro de Yrízar. La cúpula, diseñada por Jamete, es ovalada y está decorada con motivos florales. 

## Interior
En el siglo XVIII la iglesia sufrió una reforma radical. El primitivo cerramiento de las naves -con madera- fue cambiado: en la nave principal por bóveda de cañón con lunetos, y, en la nave colateral se dispuso una nueva bóveda de arista, la cual se asentó sobre dobles pilastras -de potente comisamiento-, cuyos capiteles, de orden corintio, fueron adornados con cabezas de angelitos. La decoración de rocalla aparece tímidamente en los arcos fajones, en los vértices de los lunetos y en el centro de las bóvedas.

## Portada
En la portada, el cuerpo bajo debe de corresponder al siglo XVIII. Está almohadillado y se reduce a un arco de medio punto entre pilastras apenas resaltadas. La parte superior tiene una hornacina central, entre dobles pilastras jónicas, y unas curiosas imágenes de donantes en las hornacinas de los extremos.